# 20 Below
20 Below è un singolo del produttore discografico statunitense Sam Spiegel, pubblicato il 18 maggio 2018.
Il brano vede la collaborazione dei rapper Anderson Paak e Doja Cat.